# Sic 'Em, Towser
Sic 'Em, Towser é um filme mudo em curta-metragem norte-americano de 1918, do gênero comédia, estrelado por Harold Lloyd. Acredita-se estar perdido.

## Elenco
- Harold Lloyd
- Snub Pollard
- Bebe Daniels
- William Blaisdell
- Sammy Brooks
- Lige Conley - (como Lige Cromley)
- William Gillespie
- Helen Gilmore
- Gus Leonard
- James Parrott

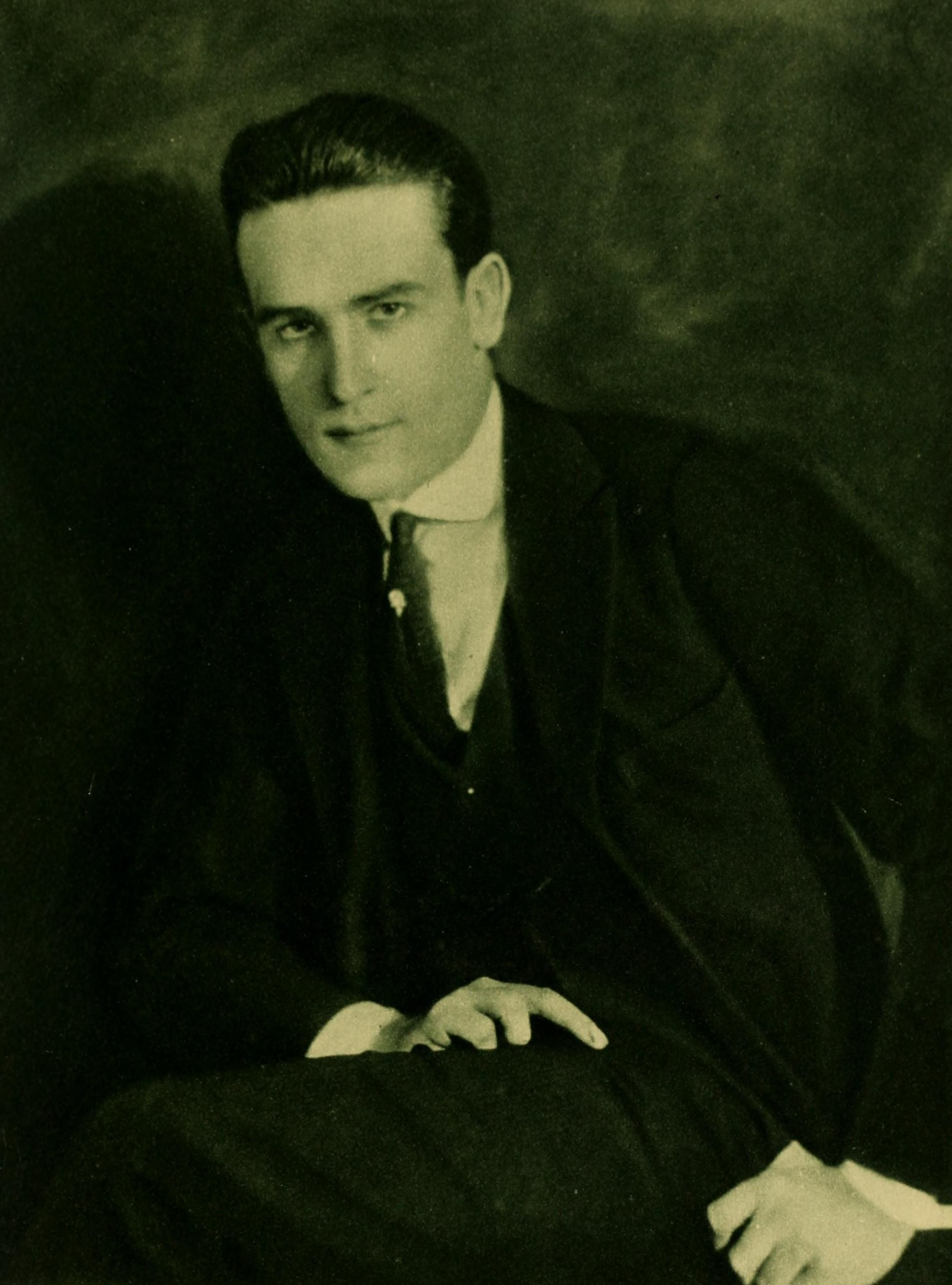
Harold Lloyd

- Charles Stevenson - (como Charles E. Stevenson)
- Dorothea Wolbert